# Arthragrostis aristispicula
Arthragrostis aristispicula är en gräsart som beskrevs av Bryan Kenneth Simon. Arthragrostis aristispicula ingår i släktet Arthragrostis och familjen gräs.
Artens utbredningsområde är Queensland. Inga underarter finns listade i Catalogue of Life.